# Leanne Morgan
Leanne Morgan (Tennessee, Estados Unidos, 3 de octubre de 1965) es una comediante, actriz y autora estadounidense.Su especial de comedia de Netflix de 2023, Leanne Morgan: I'm Every Woman, se ubicó entre los diez mejores especiales de comedia de la plataforma. En 2025 debutó en el cine como Gwyneth en la comedia romántica  You're Cordially Invited. Además es la guionista, productora ejecutiva, cocreadora y actriz protagonista de la comedia televisiva de 2025 Leanne.

## Trayectoria
Leanne Morgan creció en Adams, Tennessee,  un pequeño pueblo agrícola cerca de una funeraria. Se graduó de la escuela secundaria Jo Byrns en 1983 y asistió a la Universidad de Tennessee. Con 21 años se casó divorciandose después y saliendo de la relación abusiva con su marido. A los 26, se casó con Chuck Morgan, a quien conoció en la universidad. Tras años vendiendo joyas, se mudaron a Bean Station, Tennessee, donde Chuck era dueño y operaba un negocio de casas móviles usadas. Leanne y su familia se mudaron posteriormente a San Antonio, Texas, y luego a Knoxville, Tennessee.   Manteniéndose ocupada después de tener su primer bebé, Morgan trabajó como vendedora de joyas.  Mientras hacía ventas puerta a puerta, comenzó a hablar sobre la maternidad y a hacer bromas con clientes que se identificaban con sus chistes; con el tiempo, comenzaron a contratarla para actuaciones de comedia. Su primer especial de comedia en YouTube tuvo más de 5 millones de visualizaciones en 2023. Su especial de Netflix, Leanne Morgan: I'm Every Woman, estuvo entre los 10 mejores especiales de comedia de la plataforma. 
El 24 de septiembre de 2024, Morgan publicó su primer libro, titulado en inglés What in the World?!, ¡¿Qué demonios?! una guía para mujeres sureñas para reírse de las sorpresas inesperadas y las hermosas bendiciones de la vida.
En 2025, interpretó el papel de Gwyneth en la película de comedia romántica You're Cordially Invited . 
Chuk Lorre creador de The Big Bang Theory 

## Filmografía
| Año  | Título                                   | Role     | Notas                                                                |
| ---- | ---------------------------------------- | -------- | -------------------------------------------------------------------- |
| 2020 | Leanne Morgan: Todas las hijas son malas | Sí misma | Especial de comedia de Dry Bar                                       |
| 2023 | Leanne Morgan: Soy cada mujer            | Sí misma | Especial de Netflix                                                  |
| 2025 | Estás cordialmente invitado              | Gwyneth  | película                                                             |
| 2025 | Leanne                                   | Leanne   | papel principal, también cocreadora, productora ejecutiva, escritora |